# Edifici de la Caixa de Pensions (la Seu d'Urgell)
L'Edifici Caixa de Pensions és una obra de la Seu d'Urgell (Alt Urgell) inclosa a l'Inventari del Patrimoni Arquitectònic de Catalunya.

## Descripció
Edifici cantoner d'un únic cos i de cinc pisos situat dins el nucli de la vila. De la seva façana cal citar-ne la balconada del primer pis i el to vermellós del seu mur. La part superior, és una estructura piramidal de fusta amb una coberta a dues vessants a cadascun dels costats i destaca el rellotge circular i la petita decoració de dues figures flanquejant un escut.